# Peters NSW Open 1994
Peters NSW Open 1994 - чоловічий і жіночий тенісний турнір, що проходив на відкритих кортах з твердим покриттям NSW Tennis Centre в Сіднеї (Австралія). Належав до серії World в рамках Туру ATP 1994, а також до серії Tier II в рамках Туру WTA 1994. Відбувсь устодруге і тривав з 10 до 16 січня 1994 року. Піт Сампрас і Кіміко Дате здобули титули в одиночному розряді.

## Фінальна частина

### Одиночний розряд, чоловіки
Піт Сампрас —  Іван Лендл 7–6(7–5), 6–4
- Для Сампраса це був 1-й титул за рік і 23-й - за кар'єру.

### Одиночний розряд, жінки
Кіміко Дате —  Мері Джо Фернандес 6–4, 6–2
- Для Дате це був 1-й титул за рік і 3-й — за кар'єру.

### Парний розряд, чоловіки
Даррен Кейгілл /  Сендон Столл —  Марк Кратцманн /  Лорі Вордер 6–1, 7–6
- Для Кейгілла це був єдиний титул за сезон і 15-й - за кар'єру. Для Столла це був 1-й титул за рік і 3-й - за кар'єру.

### Парний розряд, жінки
Патті Фендік /  Мередіт Макґрат —  Яна Новотна /  Аранча Санчес Вікаріо 6–2, 6–3
- Для Фендік це був 1-й титул за рік і 24-й — за кар'єру. Для Макґрат це був 1-й титул за рік і 10-й — за кар'єру.